# Perfectum (Latijn)
Het perfectum is een Latijnse werkwoordstijd waarvan de betekenis het meest overeenkomt met de Nederlandse voltooid tegenwoordige tijd (VTT), hoewel het gebruik van beide tijden niet volledig gelijk is. Het perfectum van regelmatige werkwoorden wordt gevormd met de perfectum-stam, gevolgd door de uitgang. Het Oudgrieks kent ook een perfectum. Het gebruik hiervan wijkt echter sterk af van dat in het Latijn.

## Vervoeging
|                | a-stam         | e-stam         | i-stam        | mk-stam      | esse (zijn) | posse (kunnen) | vertaling clamare                     | uitgang |
| -------------- | -------------- | -------------- | ------------- | ------------ | ----------- | -------------- | ------------------------------------- | ------- |
| Infinitivus    | clamav-isse    | timu-isse      | audiv-isse    | dix-isse     | fu-isse     | potu-isse      | geroepen te hebben                    | isse    |
| 1e persoon enk | clamavi        | timui          | audivi        | dixi         | fui         | potui          | ik heb geroepen / riep                | i       |
| 2e persoon enk | clamav-isti    | timu-isti      | audiv-isti    | dix-isti     | fu-isti     | potu-isti      | jij hebt geroepen / riep              | isti    |
| 3e persoon enk | clamav-it      | timu-it        | audiv-it      | dix-it       | fu-it       | potu-it        | hij - zij - het heeft geroepen / riep | it      |
| 1e persoon mv  | clamav-imus    | timu-imus      | audiv-imus    | dixi-mus     | fu-imus     | potu-imus      | wij hebben geroepen / riepen          | imus    |
| 2e persoon mv  | clamav-istis   | timu-istis     | audiv-istis   | dixi-stis    | fu-istis    | potu-istis     | jullie hebben geroepen / riepen       | istis   |
| 3e persoon mv  | clamav-e-runt  | timu-erunt     | audiv-erunt   | dix-erunt    | fu-erunt    | potu-erunt     | zij hebben geroepen / riepen          | erunt   |
|                | Nederlands     |                |               |              |             |                |                                       |         |
|                | riep           | vreesde        | hoorde        | zei          | was         | kon            |                                       |         |
|                | heeft geroepen | heeft gevreesd | heeft gehoord | heeft gezegd | is geweest  | heeft gekund   |                                       |         |

NB let op de uitgang -erunt: deze lijkt sterk op de uitgang van de 3e persoon meervoud van het plusquamperfectum.

### Vertaling
Het perfectum komt in het Nederlands het meest overeen met de voltooid tegenwoordige tijd, dus met "ik heb ge(werkwoord)". Het verschil tussen het imperfectum en het perfectum is dat bij het perfectum iets klaar is, niet meer kan veranderen. Bij het imperfectum kan iets "mislukken": het is dan wel verleden tijd, maar er kan nog iets tussen komen. De vertaling hangt af van de context:

#### Verhalend perfectum
Als het perfectum verhalend gebruikt is, wordt dit gebruikt om een korte actie of een stap in het verhaal aan te duiden. Dit komt regelmatig voor in het Latijn. Het perfectum wordt dan in het Nederlandse vaak vertaald met een onvoltooid verleden tijd. 
- Bijvoorbeeld: "Subito Minerva apparuit, lectoque meo appropinquavit." - "Plotseling verscheen Minerva en naderde ze mijn bed."

#### Mededelend perfectum
Als het perfectum mededelend gebruikt is, wordt het gebruikt om een mededeling te doen. Het perfectum wordt dan in het Nederlandse vaak vertaald met een voltooid tegenwoordige tijd. 
- Bijvoorbeeld: "Vero haec dixisti, Carlotta?" - "Heb je dat echt gezegd, Carlotta?"

## Voorbeelden
- Ambulavi in via - Ik heb op de weg gelopen

- Timuisti Troianum - Jij bent bang geweest voor de Trojaan

## Perfectumstammen
Het Latijnse werkwoord kent een aantal stamtijden, waarvan het perfectum er één is. Vaak wijken de perfectumstammen sterk af van de presensstammen. Zo is sustuli (ik heb opgeheven) het perfectum van tollere (opheffen, omhoogtillen). De perfectumvorm wordt doorgaans gegeven in de 1e persoon enkelvoud (uitgang -i).

### Voorbeelden stamtijden
| abstuli  | auferre   | wegnemen   |
| pepuli   | pellere   | verdrijven |
| vici     | vincere   | overwinnen |
| successi | succedere | opvolgen   |
| dedi     | dare      | geven      |
| misi     | mittere   | zenden     |

NB: abstuli betekent niet "weggenomen te hebben", maar "ik heb weggenomen"; de perfectumstam wordt altijd in de 1e persoon gegeven.